# Antonio Riberi

Antonio Riberi (Monte Carlo, 15 juni 1897 - Rome, 16 december 1967) was een Italiaans geestelijke en kardinaal van de Rooms-Katholieke Kerk.
Riberi bezocht het seminarie van Cuneo en studeerde vervolgens aan de Pauselijke Gregoriaanse Universiteit in Rome. Hij werd op 29 juni 1922 priester gewijd en studeerde vervolgens nog aan de Pauselijke Ecclesiastische Academie, de diplomatenopleiding van de Heilige Stoel. Van 1925 tot 1930 was hij secretaris op de apostolische nuntiatuur in Bolivia. Hij werd in 1925 ook kamerheer in buitengewone dienst van paus Pius XI. Van 1930 tot 1934 was hij auditor op de nuntiatuur in Ierland. In 1934 werd hij door Pius XI benoemd tot titulair aartsbisschop van Dara. Hij ontving zijn bisschopswijding uit handen van Pietro Fumasoni Biondi waarbij Giuseppe Pizzardo en Carlo Salotti de medewijdende bisschoppen waren. Hij werd hierop apostolische delegaat voor de missie in Afrika. Tijdens de Tweede Wereldoorlog ontfermde hij zich over de krijgsgevangenen en gewonden in noordelijk Afrika. In 1946 benoemde paus Pius XII hem tot apostolisch nuntius in China. In 1951 werd hij door de regering van de Volksrepubliek het land uitgezet. Hierop werd hij nuntius in Formosa. In 1959 werd hij nuntius voor Geheel Ierland en in 1962 benoemde paus Johannes XXIII hem tot nuntius in Spanje.
Riberi nam deel aan het Tweede Vaticaans Concilie. Tijdens het consistorie van 26 juni 1967 creëerde paus Paulus VI hem kardinaal. De San Girolamo della Carità werd zijn titeldiakonie.
Enkele maanden later overleed hij aan de gevolgen van een longembolie. Zijn lichaam werd bijgezet in het familiegraf in Limone Piemonte.
- Biblioteca Nacional de España: XX1209331
- International Standard Name Identifier: 0000 0001 1428 2262
- Istituto Centrale per il Catalogo Unico: CUBV132833
- Système universitaire de documentation: 153433736
- Virtual International Authority File: 167252672